# Льюцци, Мирелла
Мирелла Льюцци (итал. Mirella Liuzzi, родилась 27 февраля 1985 года в Трикарико) — итальянский политик, депутат Палаты депутатов Италии от Движения пяти звёзд.

## Биография
Получила образование в сфере общественных отношений. Избрана в Палату депутатов 5 марта 2013 года по итогам парламентских выборов от XXII избирательного округа Базиликата. С 7 мая 2013 года заседает в IX комиссии (по транспорту, почте и телекоммуникациям), с 21 июля 2015 года — её секретарь. С 5 июня 2013 года — член Парламентской комиссии по руководству и наблюдению за телевидением и радио.
13 сентября 2019 года назначена младшим статс-секретарём Министерства экономического развития при формировании второго правительства Конте и 16 сентября вступила в должность.